# Hypsiboas
Hypsiboas là một chi động vật lưỡng cư trong họ Nhái bén, thuộc bộ Anura. Chi này có 80 loài và 4% bị đe dọa hoặc tuyệt chủng.

## Hình ảnh

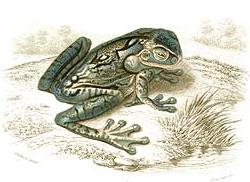
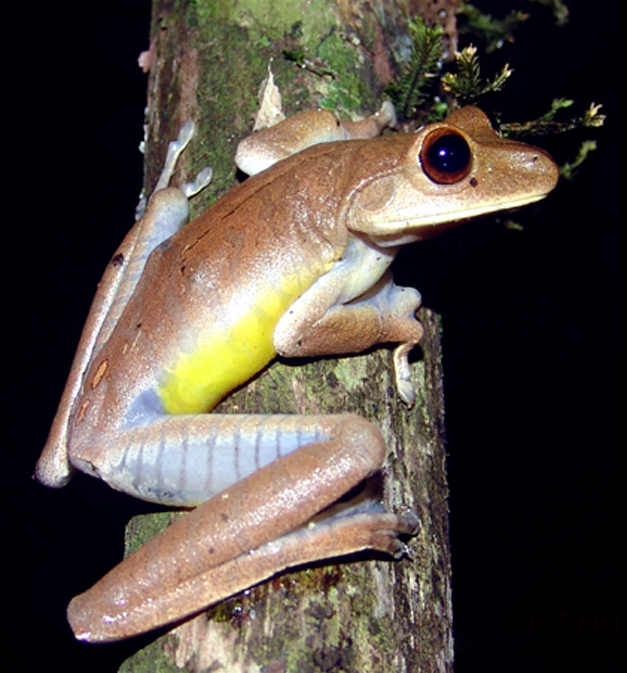
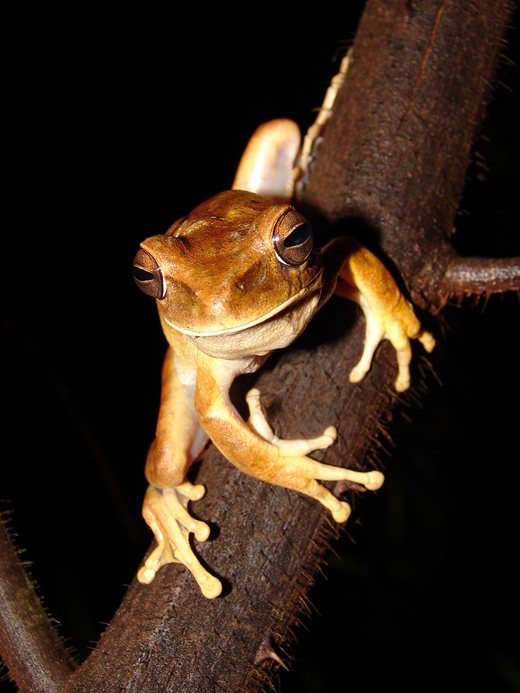
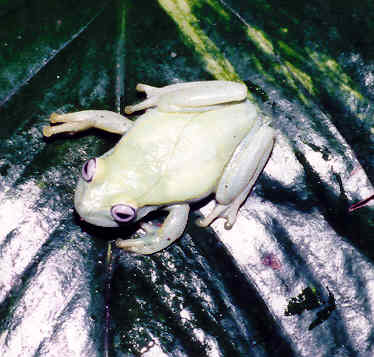